# 山本瑞稀
山本 瑞稀（やまもと みずき、9月17日 - ）は、日本の女性声優。徳島県出身。AIR AGENCY所属。

## 略歴
声優になろうと思ったきっかけは自身の声からキャラクターに命を吹きこみたいと思ったことから。
ESPエンタテインメント、AIR AGENCY声優養成所出身。

## 人物
趣味にはスイーツ巡り、カラオケ、パズルをそれぞれ挙げている。特技には柔軟を挙げている。

## 出演
太字はメインキャラクター。

### テレビアニメ
- あんさんぶるスターズ!（2019年、観客）
- Lapis Re:LiGHTs（2020年、リネット[4]）
- いわかける! - Sport Climbing Girls -（2020年、子供B）

### 劇場アニメ
- 映画かいけつゾロリ うちゅうの勇者たち（2015年）

### Webアニメ
- ましゅの一日（2024年、ふわりんましゅ YouTube[5]）

### ゲーム
- ダンジョントラベラーズ2-2 闇堕ちの乙女とはじまりの書（2017年、イクトミ、モビーディック、プリシラ 他）
- 蒼穹のスカイガレオン（2017年、コノハナサクヤヒメ、ヘラ、チスター）
- 蒼天のスカイガレオン（2019年、コノハナサクヤヒメ）
- ラピスリライツ 〜この世界のアイドルは魔法が使える〜（2021年、リネット[6]）
- クイズRPG 魔法使いと黒猫のウィズ（2024年、フィオレット・スミエルチ[7]）
- 星の翼（2024年、シュウウ、フリード）

### 吹き替え
- 孤独の暗殺者/スナイパー（2015年、アレクシア）

### デジタルコミック
- あまあま（2016年、神崎唯）
- ねこ、はじめました（2017年、あかちゃん、チカ友人1、住人女性）
- ラピスリライツ 私たちのPrelude（前奏曲）（2020年、リネット）
- ヴァンパイアの花嫁（2020年、広鈴知佳[8]）

### テレビ番組
※はインターネット配信。
- LiGHTsのお悩み相談室（2020年、YouTube※）

### 朗読劇
- 朗読劇『太陽の咲く場所』（2020年8月21日 - 23日、ジョイジョイシアター）[9]
- 朗読劇『箱庭同窓会』（2022年10月7日、9日 アトリエファンファーレ高円寺）[10]
- リーディングシネマ 『Sky Flower』（2024年11月16日、17日 シアターウイング）

## ディスコグラフィ

### キャラクターソング
| 発売日   | 商品名                                    | 歌                       | 楽曲                                                 | 備考                                                          |
| 2020年   | 2020年                                    | 2020年                   | 2020年                                               | 2020年                                                        |
| -------- | ----------------------------------------- | ------------------------ | ---------------------------------------------------- | ------------------------------------------------------------- |
| 2月5日   | START the MAGIC HOUR                      | LiGHTs                   | 「Your Lights」 「ポラリス」                         | 『ラピスリライツ 〜この世界のアイドルは魔法が使える〜』関連曲 |
| 7月8日   | 私たちのSTARTRAIL/プラネタリウム          | ラピスリライツ・スターズ | 「私たちのSTARTRAIL」                                | テレビアニメ『Lapis Re:LiGHTs』オープニングテーマ             |
| 7月8日   | 私たちのSTARTRAIL/プラネタリウム          | LiGHTs                   | 「プラネタリウム」                                   | テレビアニメ『Lapis Re:LiGHTs』エンディングテーマ             |
| 12月23日 | SKY FULL of MAGIC                         | LiGHTs                   | 「700,000,000,000,000,000,000,000の空で」            | テレビアニメ『Lapis Re:LiGHTs』挿入歌                         |
| 12月23日 | SKY FULL of MAGIC                         | LiGHTs                   | 「A.R.I.A」 「私の名は、光。」                       | テレビアニメ『Lapis Re:LiGHTs』エンディングテーマ             |
| 12月23日 | SKY FULL of MAGIC                         | ラピスリライツ・スターズ | 「私の名は、光。」                                   | 『ラピスリライツ 〜この世界のアイドルは魔法が使える〜』関連曲 |
| 2022年   |                                           |                          |                                                      |                                                               |
| 2月23日  | Sound of the Bell/SUGAR×LEMONADE          | LiGHTs                   | 「Sound of the Bell」                                | 『ラピスリライツ 〜この世界のアイドルは魔法が使える〜』関連曲 |
| 2月23日  | Sound of the Bell/SUGAR×LEMONADE LiGHTs盤 | LiGHTs                   | 「Your Lights（かめりあ's "Lapis Re:DENPA" Remix）」 | 『ラピスリライツ 〜この世界のアイドルは魔法が使える〜』関連曲 |

### ユニットメンバー
1. 1 2 3  ティアラ（安齋由香里）、ロゼッタ（久保田梨沙）、ラヴィ（向井莉生）、アシュレイ（佐伯伊織）、リネット（山本瑞稀）
2. 1 2  ティアラ（安齋由香里）、ロゼッタ（久保田梨沙）、ラヴィ（向井莉生）、アシュレイ（佐伯伊織）、リネット（山本瑞稀）、アンジェリカ（雨宮夕夏）、ルキフェル（松田利冴）、ナデシコ（本泉莉奈）、ツバキ（鈴木亜理沙）、カエデ（大野柚布子）、ラトゥーラ（早瀬雪未）、シャンペ（広瀬世華）、メアリーベリー（赤尾ひかる）、エミリア（星乃葉月）、あるふぁ（嶺内ともみ）、サルサ（篠原侑）、ガーネット（中山瑶子）、ユエ（桜木夕）、ミルフィーユ（奥紗瑛子）、フィオナ（伊藤はるか）